# Ród Takeda

Kamon rodziny Takeda

Takeda (jap. 武田氏 Takeda shi) – jedna z rodzin daimyō (władców feudalnych i arystokracji wojskowej) w Japonii w okresie Sengoku. Jej znaczenie pochodzi prawie całkowicie od potęgi i sławy Shingena Takedy. 

## Przedstawiciele rodu
- Shingen Takeda (1521-1573)
- Katsuyori Takeda (1546-1582)